# Cephalosphaera hirashimai
Cephalosphaera hirashimai är en tvåvingeart som beskrevs av Morakote 1990. Cephalosphaera hirashimai ingår i släktet Cephalosphaera och familjen ögonflugor. Inga underarter finns listade i Catalogue of Life.